# 트와이스
트와이스(영어: Twice, 일본어: トゥワイス)는 대한민국의 다국적 9인조 걸 그룹이다. 2015년 10월 20일 JYP 엔터테인먼트 소속으로 데뷔하였고, 구성원은 한국인 5명, 일본인 3명, 대만인 1명이다. 그룹명은 눈으로 한 번, 귀로 한 번, 감동을 준다는 뜻으로 오디션 프로 Sixteen에서 발표되었다.

## 활동

### 2015년

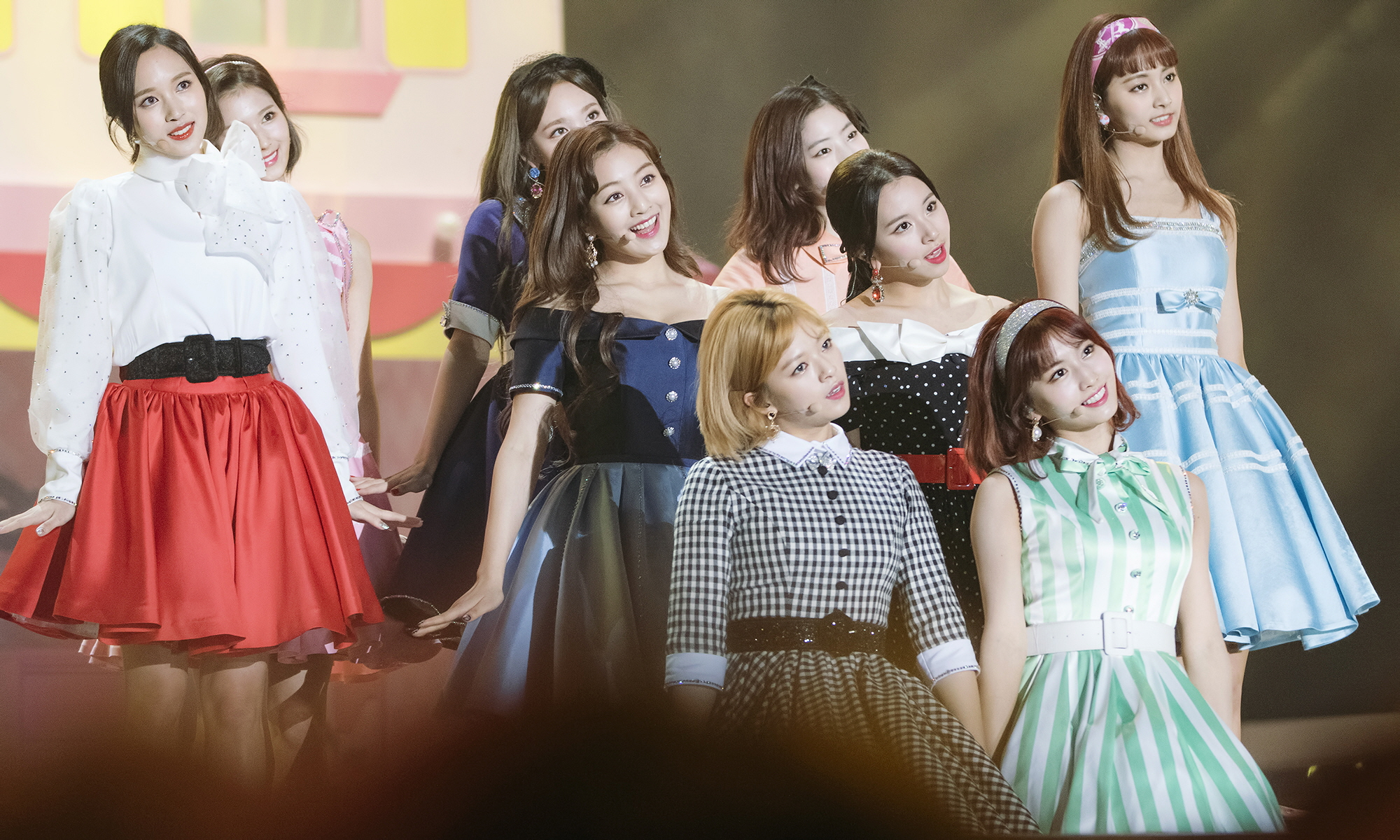
2015년 12월 8일 KBO 골든 글러브 시상식에서 트와이스

10월 19일 자정, 음원과 뮤직비디오를 동시 공개하였고, 20일 첫 번째 EP 앨범 《The Story Begins》를 발매하고 악스코리아에서 데뷔 쇼케이스를 개최하였다. 타이틀 곡 〈Ooh Ahh 하게〉는 29일 엠카운트다운에서 1위 후보에 올라 2위를 차지하였다. 또, 활동 종료 3달 후에 다시 인기가요에서 1위 후보에 올랐다가 2위를 차지했다. 2016년 멜론 연간 차트에서 9위를 기록했다. 2017년 11월 2일 오전, 유튜브의 뮤직비디오 조회수가 2억회를 돌파하였다.

### 2016년

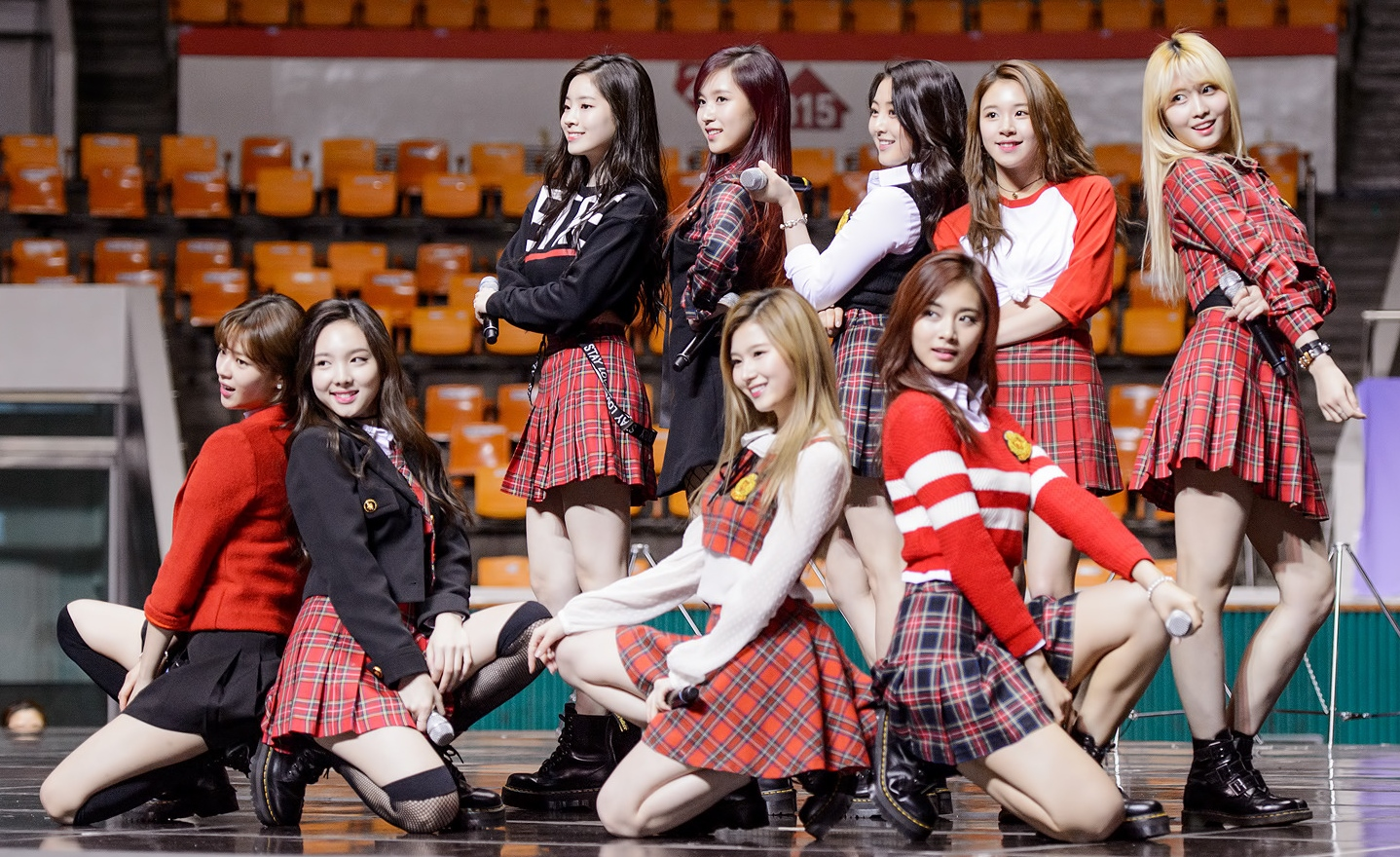
2016년 2월 27일, 서울종합예술실용학교에서 공연 중인 트와이스

8월 1일, 두 번째 EP 앨범 《Page 2》를 발매하였으며, 타이틀 곡은 〈CHEER UP〉이다. 자정에 유튜브 뮤직비디오가 공개되었고, 공개 30분 만에 45만뷰를 돌파하였다. 트와이스가 음악방송에서 트리플크라운을 기록한 첫 번째 곡이 되었다.
10월 24일, 세 번째 EP 앨범 《Twicecoaster : Lane 1》을 발매하였으며, 타이틀 곡은 'TT'이다. 발매 당일 쇼케이스를 개최하였고, 27일 Mnet 《엠카운트다운》를 통해 컴백 무대를 가졌다. 타이틀곡 "TT"의 유튜브의 뮤직비디오 조회수는 하루 만에 500만회 이상을 기록하였다.
10월 30일 14시 기준, 《Twicecoaster : Lane 1》이 초동 음반 판매량 약 94,000장을 돌파하면서, 소녀시대의 《The Boys》가 기록했던 걸그룹 초동 음반 판매량 1위 기록 약 67,100장을 깨고 새로운 1위가 되었다. 이어 발매 1주일 만에 약 165,000장 판매를 기록하며, 한해 걸그룹 최다 음반 판매량을 기록하였다.
11월 17일 오전 6시 40분경 "Cheer Up"의 뮤직비디오 조회수가 1억회를 기록했다. 11월 26일 MBC 《쇼! 음악중심》에서 "TT"의 모든 음악 방송 활동을 마무리하였고, 11월 27일 SBS 《인기가요》에서 수록곡인 〈Jelly Jelly〉의 무대를 가졌다.

### 2017년
2017년 1월 3일, 《TT》의 유튜브 뮤직 비디오는 조회수 1억뷰를 찍었다. 그리고 5월 26일, 《TT》의 유튜브 뮤직 비디오는 조회수 2억뷰를 찍었다. "Cheer Up" · 《TT》 로 제37회 골든 디스크 디지털 음원 대상을 수상했다.
2017년 2월 20일, 스페셜 앨범 《TWICEcoaster : LANE 2》 가 발매되었으며 타이틀곡은 "KNOCK KNOCK"이다. 21일, "KNOCK KNOCK"의 유튜브 뮤직 비디오 조회수가 1000만뷰를 찍었다.
2월 24일 정식 일본 데뷔 전 프로모션을 위한 앨범 《What's Twice ?》를 디지털 음원으로만 발매하였다.
5월 15일 6시, 네 번째 EP 앨범 《SIGNAL》을 발매하였다.
20일, "KNOCK KNOCK"의 유튜브 뮤직 비디오 조회수가 1억뷰를 돌파하였다.
26일, 《TT》의 뮤직 비디오 조회수는 2억뷰를 찍었다.
6월 17일 ~ 18일, 대한민국 서울특별시 송파구 잠실동 서울종합운동장 잠실실내체육관에서 두 번째 단독 콘서트 "Twiceland -The Opening Encore"를 개최 하였다.
8월 9일 《CHEER UP》의 뮤직 비디오 조회수가 2억뷰를 돌파하였다.

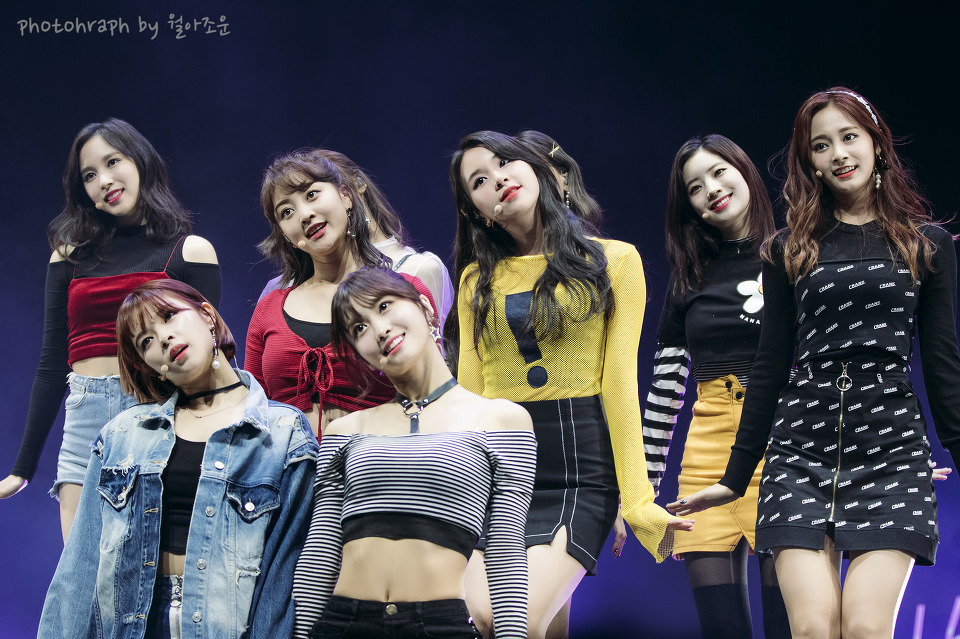
2017년 10월 30일 LIKEY 쇼케이스

10월 18일 일본 첫 번째 싱글 《One More Time》을 발매했다.
10월 30일 첫 정규 앨범 《Twicetagram》을 발매하였다.
11월 2일 데뷔 곡 《Ooh-Ahh 하게》의 뮤직 비디오가 조회수 2억 회를 달성했다.
12월 3일 《Likey》의 뮤직 비디오가 조회수 1억 회를 달성했다.
12월 11일 첫 정규 앨범 《Twicetagram》의 리패키지 앨범 《Merry & Happy》를 발매하였다.
12월 22일 "TT"의 유튜브 뮤직 비디오가 조회수가 3억 뷰를 찍었다.

### 2018년

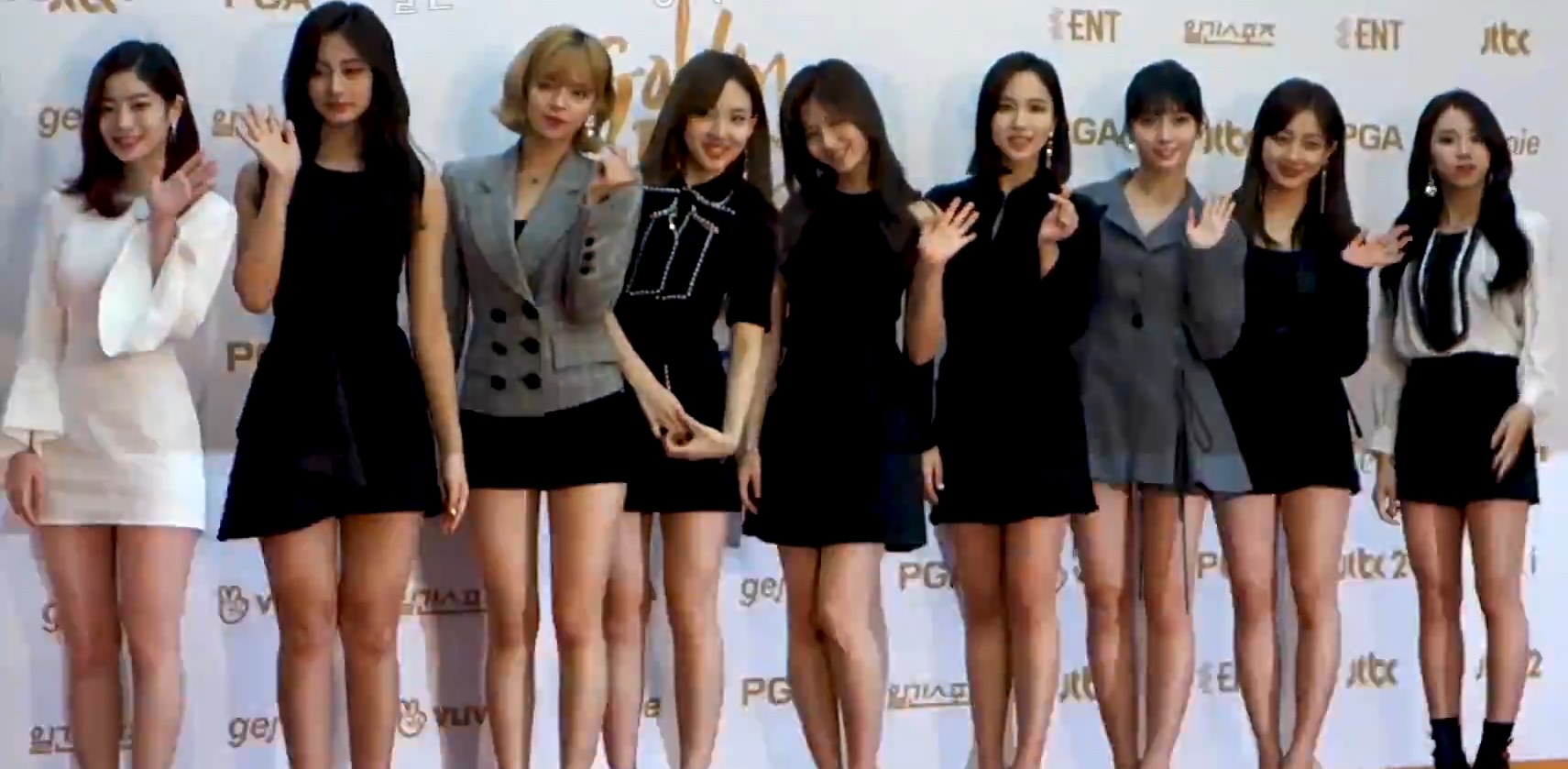
2018 골든디스크 레드카펫에서 트와이스

2018년 1월 19일에서 2월 1일까지 단독 투어 ‘Twice Show Case Live Tour 2018 "Candy Pop"’을 개최하였다. ‘Candy Pop’, ‘Brand New Girl’의 무대를 처음으로 선보였고, 2월 7일 일본서 싱글 앨범 《Candy Pop》을 발매하였다. 11만 7486장의 판매를 기록했다.
4월 9일 다섯 번째 EP 앨범 《What Is Love ?》를 발매하였다. 뮤직 비디오는 사랑을 주제로 한 로맨스물 영화를 참고하여 촬영하였다.
5월 16일 일본 세 번째 싱글 앨범 《Wake Me Up》을 발매하였다. '도전'을 키워드로, 새로운 생활이나 새로운 일에 도전하는 사람들을 응원하는 곡이다.
2018년 7월 9일 두 번째 앨범 《Summer Nights》을 발매하였다. 타이틀곡은 〈Dance The Night Away〉으로 휘성이 작사를 맡았고, 모모, 미나, 사나 3명의 일본인 멤버가 수록곡 〈Shot Thru The Heart〉 작사에 참여했다. 최근에 MV 1억뷰를 달성했다. MV 촬영지는 오키나와이다.
9월 12일 일본 첫 번째 정규 앨범 《BDZ》를 발매했다. 앨범과 타이틀곡의 제목인 ‘BDZ’는 불도저 (Bulldozer) 앞글자를 딴 것이다. 이 곡은 트와이스에게 일본 오리콘 차트 첫 1위를 안겨준 곡이다.
9월 29일 ~30일 치바 마쿠하리 이벤트홀, 10월 2~3일 아이치 일본 가이시홀, 10월 12~14일 효고 고베 월드 기념홀, 10월 16~17일 도쿄의 일본 4개 도시 투어를 개최했고, 이는 kpop 걸 그룹 최초 돔 투어다.
9월 17일 "TT"의 뮤직 비디오가 조회수가 4억 뷰를 찍었다.
11월 5일 여섯 번째 EP 앨범 《Yes Or Yes》를 발매하였다.
12월 12일 세 번째 앨범 《The Year Of "Yes"》 컴백을 하였으며, 기타 사유로 음악방송에 출연 하지 않는다고 밝혔다.

### 2019년

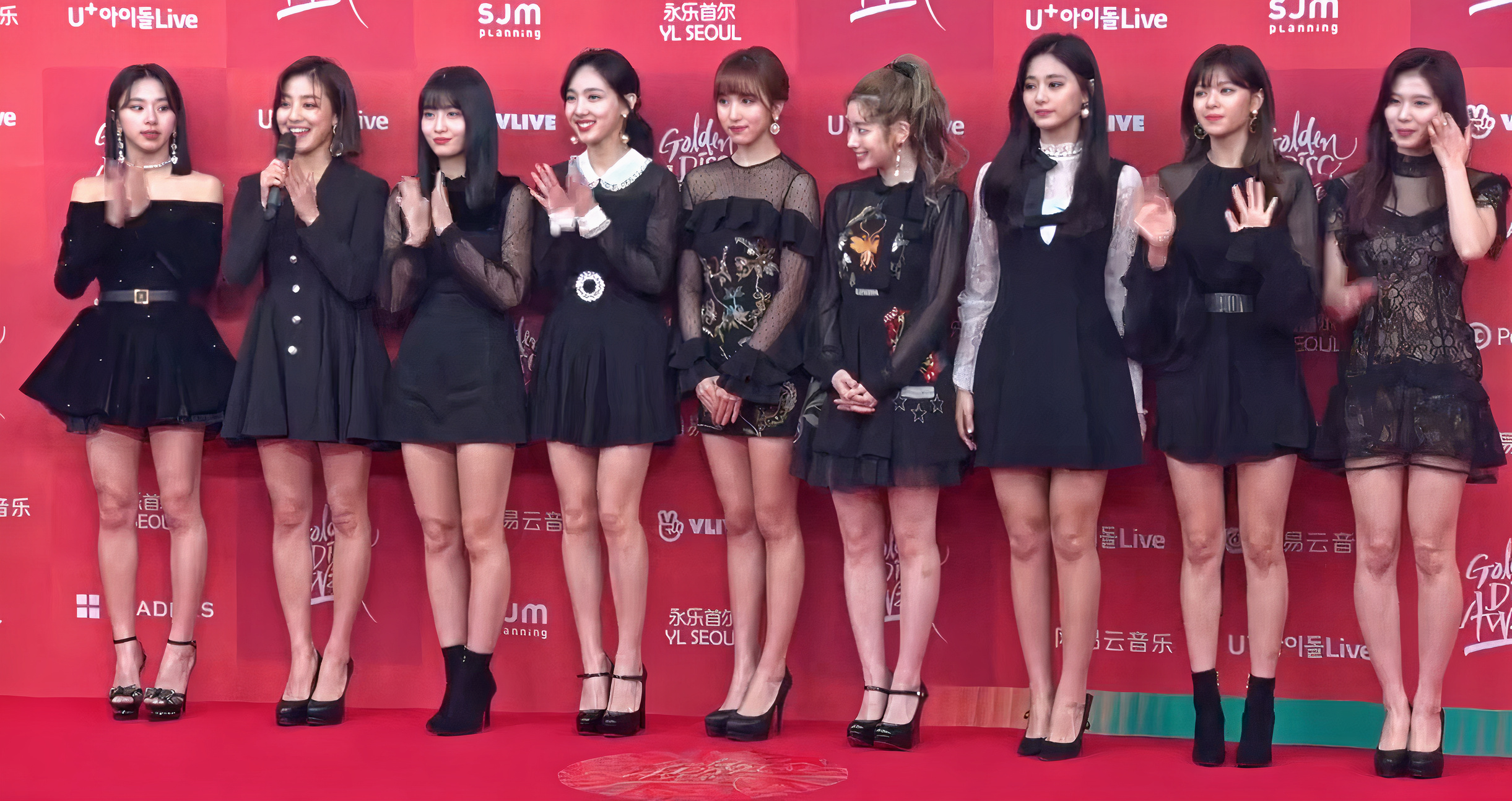
2019 골든 디스크 어워드에서 트와이스

4월 22일 일곱 번째 EP 앨범명《Fancy You》 로 컴백을 하였다. 타이틀곡은 Fancy이다.
7월 17일 일본 싱글 4집 ‘해피 해피 (Happy Happy)’ 24일 싱글 5집 ‘브레이크스루 (Breakthrough)' 컴백하였다.
7월 멤버 미나가 기타 사유로 활동 중단을 선언하였다.
9월 23일 여덟 번째 EP 앨범 《Feel Special》으로 컴백하였다. 이번 컴백을 통해서 멤버 미나는 음원과 뮤비에만 참석하고 음악방송에는 출연하지 않음.
11월 20일 일본 정규 2집 《&Twice》 로 컴백했다. 타이틀곡인 'Fake & True'의 뮤직비디오는 10월 17일 선공개되었다.

### 2020년
2020년 2월 5일 정규 2집 리패키지《&Twice -Repackage-》로 컴백하였다.
2020년 6월 2일 아홉 번째 EP 앨범《More & More》로 컴백했으며, More & More 뮤비에 나온 조형물이 외국 예술가의 조형물을 표절하여서 논란이 되었다.
2020년 6월 12일, 인기가요에서 1위를 하면서 여자 아이돌 중 최초로 음악방송 누적 1위 100번을 돌파하였다.
2020년 6월 《What Is Love?》 뮤직비디오가 조회수 4억뷰를 돌파하였다.
2020년 7월 8일 싱글 6집 《Fanfare》 로 일본에서 컴백했다.
2020년 10월 26일 정규 2집《Eyes Wide Open》로 대한민국에서 컴백했다. 다만, 멤버 정연이 활동을 잠정 중단함에 따라 이번 컴백에서 정연은 포스터 촬영 및 앨범 뮤직비디오 촬영에만 참석만 하고 그 외 방송활동은 하지 않는다고 밝혔다.
2020년 11월 18일 싱글《Better》로 일본에서 컴백하였다.
2020년 12월 6일 Mama에서 최초로《Cry For Me》곡을 선공개하였다. 이후 2월 18일 음원을 공개하였다.

### 2021년
2021년 1월 14일, 트와이스의 한-일 누적 앨범 판매량이 1000 만장을 돌파했다. 이는 2015년 10월 20일 데뷔 이후 약 5년 3개월 만에 달성한 걸그룹 최초의 기록이다.
2021년 4월 28일 (KST) The Kelly Clarkson Show 에 출연해, 《Cry For Me》 무대를 선보였다.
2021년 5월 12일 싱글 《Kura Kura》 및 동명의 타이틀 곡으로 일본에서 컴백하였다.
2021년 5월 15일 트와이스의 'Breakthrough' 뮤직비디오가 유튜브 조회수 1억을 돌파하며, 기존 영국의 리틀 믹스가 가지고 있던 기록을 깨고, 전 세계 걸그룹 중 1억 뷰 이상을 기록한 뮤직비디오를 최다 보유하게 되었다.
2021년 6월 9일 열 번째 EP 앨범《Taste of Love》으로 대한민국에 컴백을 하였다. 한국시간 6월 9일 오후 6시에 타이틀 곡 및 뮤직비디오가 선공개되었으며, 2021년 6월 11일 오후 1시에 앨범이 정식으로 발매되었다.
2021년 7월 9일 《슬기로운 의사생활2》 ost part4 《누구보다 널 사랑해》라는 노래를 불렀다.
2021년 7월 28일 정규 3집 《Perfect World》으로 일본에 컴백하였다.
2021년 8월 18일 멤버 정연은 공황 장애 및 불안 장애로 인해 또 다시 활동을 잠정 중단 하기로 했다.
2021년 10월 1일 첫 영어 싱글 앨범 《The Feels》로 컴백하였다.
2021년 11월 12일 정규 3집 《Formula of Love: O+T=<3》으로 대한민국에서 컴백을 했다. 오후 2시에 앨범이 정식으로 발매되었다. 타이틀곡은 《SCIENTIST》이다.
2021년 12월 15일 싱글 《Doughnut》으로 일본에서 컴백하였다.
2021년 12월 25일-26일 서울에서 단독콘서트를 개최했었다. 멤버 정연은 건강상의 이유로 불참한다. 서울을 시작으로 해외투어를 한다.

### 2022년
2022년 2월에 미국과 일본을 대상으로 월드투어를 진행했다.
2022년 3월 16일 일본 스페셜 앨범 《#TWICE4》을 발매했다.
2022년 6월 24일 멤버 나연이 첫 미니 앨범 《IM NAYEON》으로 솔로 데뷔했다.
2022년 7월 12일 멤버 전원이 재계약을 하였다.
2022년 7월 27일 일본 정규 4집 《Celebrate》를 발표한다.
2022년 8월 26일 열 한 번째 EP 앨범 《BETWEEN 1&2》을 발매하며 완전체 컴백하였다.

### 2023년
2023년 3월 10일 열 두 번째 EP 앨범 《READY TO BE》을 발매하며 컴백하였다.
2023년 5월 31일 일본에서 열 번째 싱글 앨범 《Hare Hare》을 발매하며 컴백하였다.
2023년 7월 26일 일본 멤버 모모, 사나, 미나가 미사모라는 유닛으로 일본 데뷔하였다.
2023년 8월 18일 멤버 지효가 첫 미니 앨범 《ZONE》으로 솔로 데뷔했다.
2023년 11월 22일 영어 디지털 싱글 《THE REMIXES》를 발매하였다.

### 2024년
2024년 2월 2일 오후 2시에 영어 싱글 앨범 《I GOT YOU》를 선공개 했다.
2024년 2월 23일 열 세 번째 EP 앨범 《With YOU-th》를 발매하며 컴백하였다.
2024년 6월 14일 나연이 두번째 솔로 앨범《NA》로 컴백했다.
2024년 9월 6일 쯔위가 첫번째 솔로 앨범 《abouTZU》를 발매하며 솔로 데뷔했다.
2024년 12월 6일 열 네 번째 EP 앨범 《STRATEGY》를 발매하며 컴백하였다.
2024년 12월 18일 디지털 싱글 《Strategy 2.0》 리믹스 버전을 공개하였다.

### 2025년
2025년 5월 14일 일본에서 《#TWICE5》 앨범을 발매했다.
2025년 7월 11일 네 번째 정규 앨범 《THIS IS FOR》를 발매하며 컴백했다.
2025년 8월 27일 여섯 번째 정규 앨범 《ENEMY》를 발매하며 일본 컴백한다.
2024년 9월 12일 채영이가 첫번째 솔로 앨범를 발매하며 솔로 데뷔한다.

## 구성원
| 이름 | 소개 |
| ---- | --- |
| 지효 | - 본명 : 박지수(朴志效)(현재: 박지효) - 생년월일 : 1997년 2월 1일(28세) - 출생지 : 대한민국 경기도 구리시 - 학력 : 청담고등학교 (졸업) - 활동기간 : 2015년 10월 20일 ~ 현재       |
| 나연 | - 본명 : 임나연(林娜璉) - 생년월일 : 1995년 9월 22일(29세) - 출생지 : 대한민국 서울특별시 - 학력 : 건국대학교 (휴학) - 활동기간 : 2015년 10월 20일 ~ 현재                         |
| 정연 | - 본명 : 유정연(兪定延) - 생년월일 : 1996년 11월 1일(28세) - 출생지 : 대한민국 경기도 수원시 - 학력 : 압구정고등학교 (졸업) - 활동기간 : 2015년 10월 20일 ~ 현재                  |
| 모모 | - 본명 : 히라이 모모(平井 もも) - 생년월일 : 1996년 11월 9일(28세) - 출생지 : 일본 교토부 - 유닛활동 : 미사모 - 활동기간 : 2015년 10월 20일 ~ 현재                                |
| 사나 | - 본명 : 미나토자키 사나(湊﨑 紗夏) - 생년월일 : 1996년 12월 29일(28세) - 출생지 : 일본 오사카부 - 유닛활동 : 미사모 - 활동기간 : 2015년 10월 20일 ~ 현재                         |
| 미나 | - 본명 : 묘이 미나(名井 南) - 생년월일 : 1997년 3월 24일(28세) - 출생지 : 미국 텍사스주 샌 안토니오 - 유닛활동 : 미사모 - 활동기간 : 2015년 10월 20일 ~ 현재                      |
| 다현 | - 본명 : 김다현(金多賢) - 생년월일 : 1998년 5월 28일(27세) - 출생지 : 대한민국 경기도 성남시 - 학력 : 한림연예예술고등학교 실용음악과 (졸업) - 활동기간 : 2015년 10월 20일 ~ 현재 |
| 채영 | - 본명 : 손채영(孫綵瑛) - 생년월일 : 1999년 4월 23일(26세) - 출생지 : 대한민국 서울특별시 - 학력 : 한림연예예술고등학교 실용음악과 (졸업) - 활동기간 : 2015년 10월 20일 ~ 현재    |
| 쯔위 | - 이름 : 저우쯔위(周子瑜) - 생년월일 : 1999년 6월 14일(26세) - 출생지 : 중화민국 타이난시 - 학력 : 한림연예예술고등학교 실용음악과 (졸업) - 활동기간 : 2015년 10월 20일 ~ 현재    |